# Orodesmus interioris
Orodesmus interioris är en mångfotingart som beskrevs av Chamberlin 1927. Orodesmus interioris ingår i släktet Orodesmus och familjen Oxydesmidae. Inga underarter finns listade i Catalogue of Life.